# ایناری

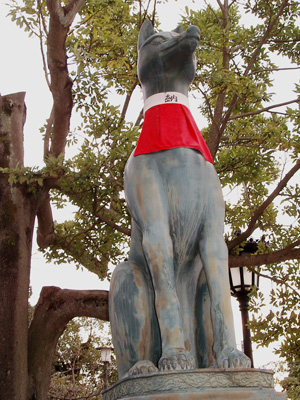
مجسمه روباه در معبد اصلی ایناری در ناحیه فوشیمی در شهر کیوتو.

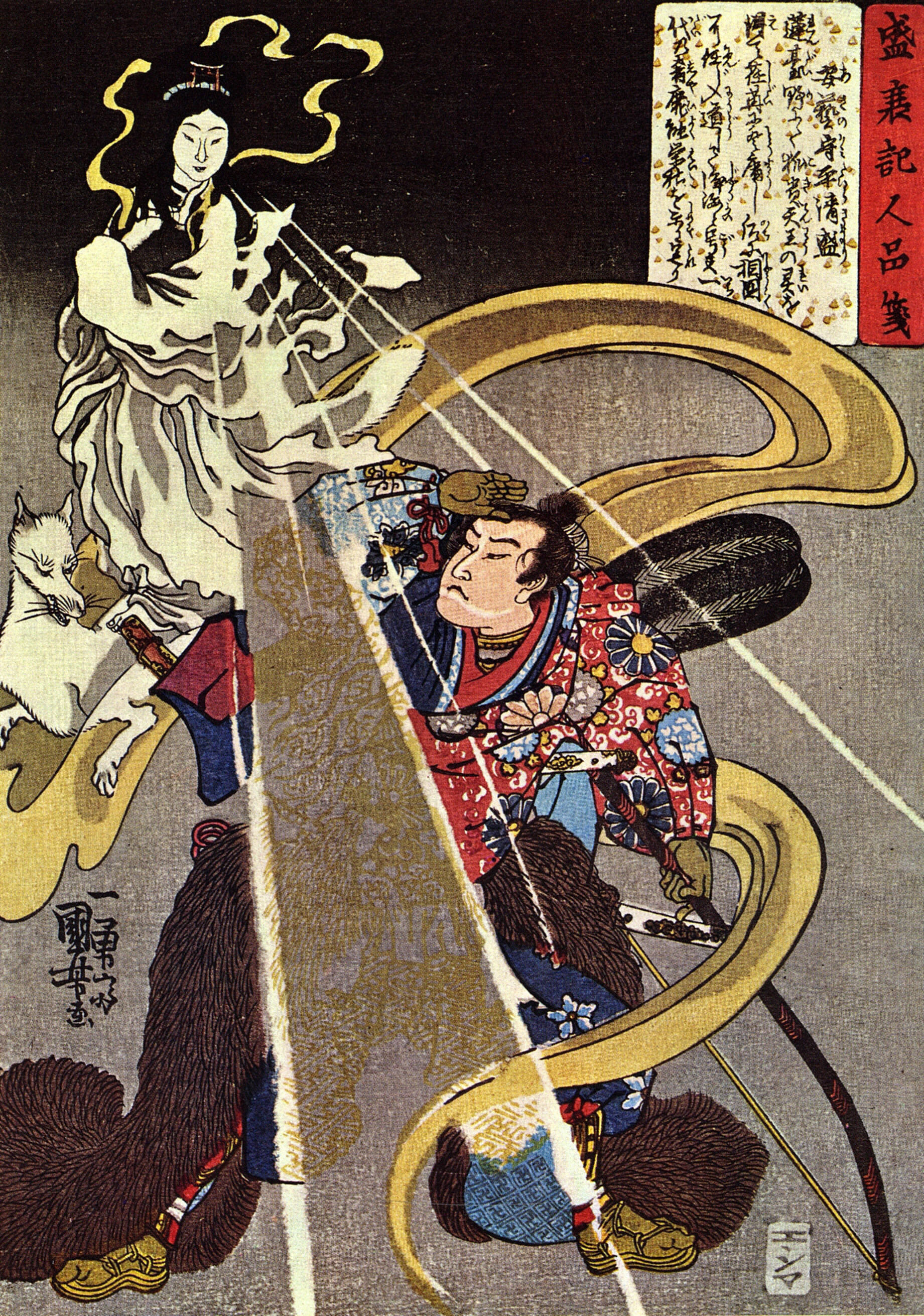
ایناری بر رزمجویی ظاهر می‌شود

ایناری (به ژاپنی: いなり، 稲荷) خدای ژاپنی باروری، برنج، صنعت و کامیابی دنیوی و یکی از خدایان اصلی آیین شینتو است. ایناری به صورت نر، ماده یا هر دو نمایش داده می‌شود. ایناری همچنین خدای روباهان است. روباهان ایناری به رنگ سفید هستند و به منزله پیام‌آوران او عمل می‌کنند. معبدهایی که در آن ایناری را پرستش می‌کنند، معبد ایناری یا ایناری جینجا (کانجی 稲荷神社 هیراگانا いなりじんじゃ) نامیده می‌شود.

## نگارخانه

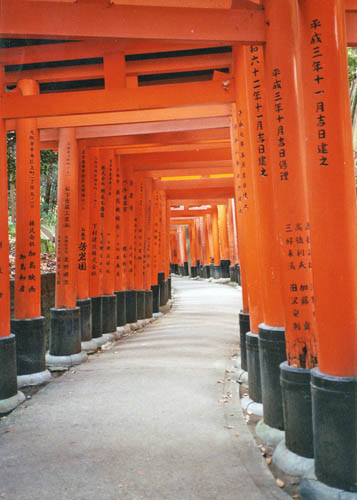
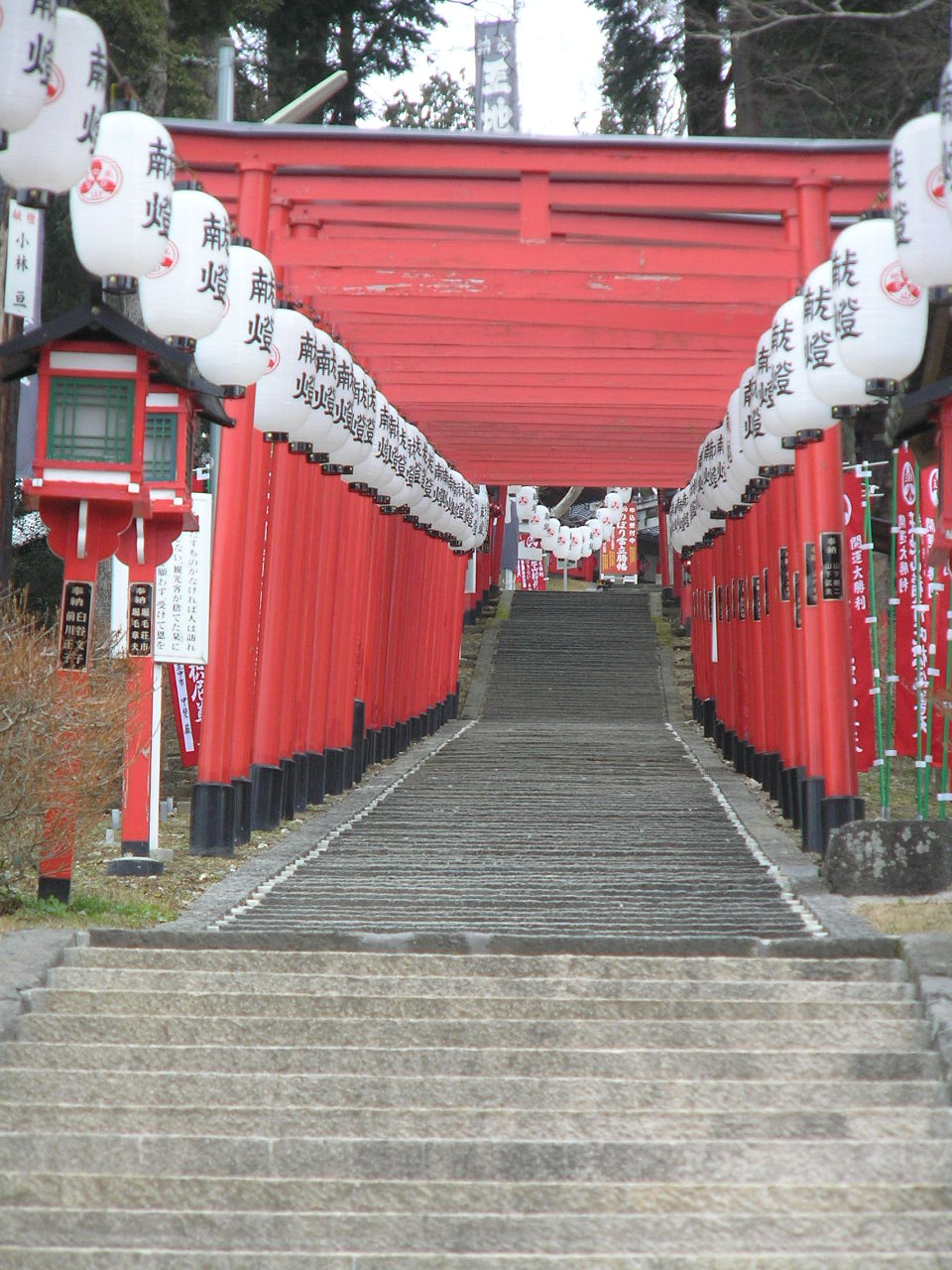